# Centre LGBT de Mongòlia
El Centre LGBT de Mongòlia (en mongol: ЛГБТ төв) es va fundar en 2007 i té la seva seu a la capital de Mongòlia, Ulan Bator. Després d'una lluita legal, va ser reconegut oficialment en 2009. Posteriorment, va presentar informes a les Nacions Unides que van animar al govern mongol a modificar el seu Codi Penal. El centre dona suport als drets LGBT a Mongòlia i organitza una marxa anual de l'Orgull des de 2013. Va rebre el Premi Felipa de Souza de l'OutRight Action International en 2011.

## Fundació
El Centre LGBT (Lesbianes, Gais, Bisexuals i Transgènere) es va establir l'any 2007. Entre els seus directors, figuren Anaraa Nyamdorj i Otgonbaatar Tsedendemberel. A mitjans dels anys 2000, el Centre LGBT va intentar sense èxit durant dos anys registrar-se legalment com a organització amb el Ministeri de Justícia i Afers Interns del país. La Comissió Internacional de Drets Humans Gai i Lesbiana (ara OutRight Action International) i Human Rights Watch van fer campanya en favor del centre. En 2009 va presentar la seva sol·licitud davant l'Autoritat del Registre Civil i, després de més de deu negatives perquè el nom no encaixava amb les «tradicions i costums mongols», el Centre va poder finalment registrar-se, ajudat per la Comissió Nacional de Drets Humans.

## Projectes
Després de registrar-se com a organització, el Centre va presentar informes a diversos grups de les Nacions Unides, en concret a l'Examen Periòdic Universal, al Comitè contra la Tortura i al Comitè de Drets Econòmics, Socials i Culturals. El resultat va ser que el govern mongol es va comprometre a complir les normes internacionals. Els informes havien documentat agressions (físiques i verbals), violacions i violència domèstica contra joves del col·lectiu LGBT. Posteriorment, en 2017, Mongòlia va ser un dels primers països d'Àsia a protegir la identitat de gènere i sexual en el seu Codi Penal. A més de realitzar campanyes legals, el centre treballa amb joves i ofereix assessorament sanitari.
Després que un oficial de policia agredís una dona transgènere el 2007, el Centre LGBT va començar a formar l'Agència Nacional de Policia sobre delictes d'odi i, el 2019, ja havia assistit a més de 500 persones. Juntament amb altres grups com la Comissió Nacional de Drets Humans, el Centre LGBT va organitzar la primera marxa de l'Orgull a Mongòlia el setembre de 2013. El 2019, la marxa va tenir 250 participants. L'organització ha col·laborat amb el Programa Fulbright, acollint a investigadors. També té vincles amb investigadors del col·lectiu LGBT d'Austràlia.
Per commemorar el Dia dels Drets Humans el 2018, el Centre LGBT va dur a terme un experiment social en un encreuament de vianants concorregut al centre d'Ulaanbaatar. Tres persones van romandre amb els ulls embenats durant trenta minuts, sostenint un cartell en el qual demanaven ser abraçades i declaraven també la seva sexualitat o identitat de gènere. Una persona era lesbiana, una altra gai i una altra transsexual. El procés es va gravar i en els noranta minuts totals es van produir 30 abraçades. La majoria dels transeünts van suposar que l'home transsexual era una dona i l'home gai va rebre les reaccions més negatives.

## Premis
El Centre LGBT va ser guardonat amb el Premi Felipa de Souza per OutRight Action International el 2011. Els seus representants van viatjar a Nova York per recollir el premi i van poder connectar amb organitzacions finançadores com les Open Society Foundations.